# Palazzo Sportiello

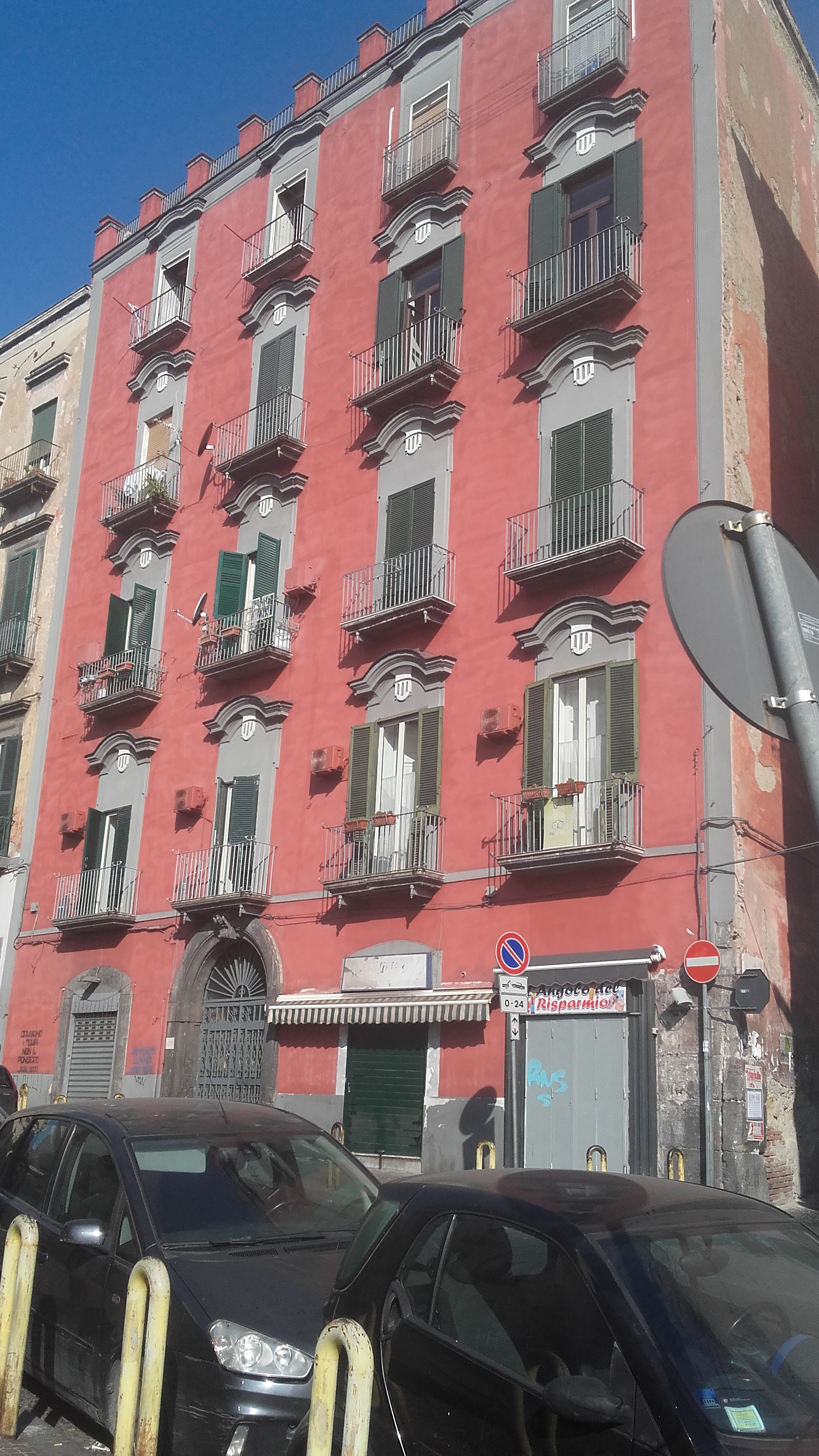
Palazzo Sportiello in Neapel: Fassade zu Via Salvator Rosa

Der Palazzo Sportiello ist ein Palast aus dem 17. Jahrhundert im Viertel Avvocata in Neapel in der italienischen Region Kampanien. Er liegt in der Via Salvator Rosa, 285.

## Geschichte
Es gibt nur wenige Informationen über diesen Palast. Auf der Ansicht des Kupferstechers Alessandro Baratta aus dem Jahre 1628 ist er bereits sichtbar, was die Vermutung nahelegt, dass er im ersten Viertel des 17. Jahrhunderts als ländliches Haus errichtet wurde. Aber sein heutiges, spätbarockes Aussehen lässt vermuten, dass er im Laufe des 18. Jahrhunderts radikal renoviert und darüber hinaus in Höhe und Tiefe erweitert wurde, vielleicht in der Folge der Schäden, die er beim Erdbeben 1732 erlitten hatte.

## Beschreibung
Der Bau hat eine vierstöckige Fassade, wobei alle Fenster schmale Stuckrahmen und „gewellte“ Tympana darüber besitzen; unten an der Fassade öffnet sich das Portal in Piperno mit einer Volute auf dem Schlussstein des Bogens. Der Empfangsraum mit Tonnengewölbedecke und mit Ringen, die (früher) zum Anbinden der Pferde genutzt wurden, liegt vor dem kleinen, rechteckigen Innenhof, an dessen Rückseite sich eine schöne, offene Treppe mit drei Treppenzügen und einen einzigen Bogen pro Stockwerk befindet, die später durch einen modernen Aufzug teilweise verdeckt wurde.
In den 2010er Jahren ließen die Eigentümer des Wohnhauses die Fassade zur Via Salvator Rosa und den Innenhof mit der offenen Treppe restaurieren, wogegen die Seitenfassade zum Vico delle Nocelle in verfallenem Zustand verblieb.